# 群馬県道351号西桐生停車場線

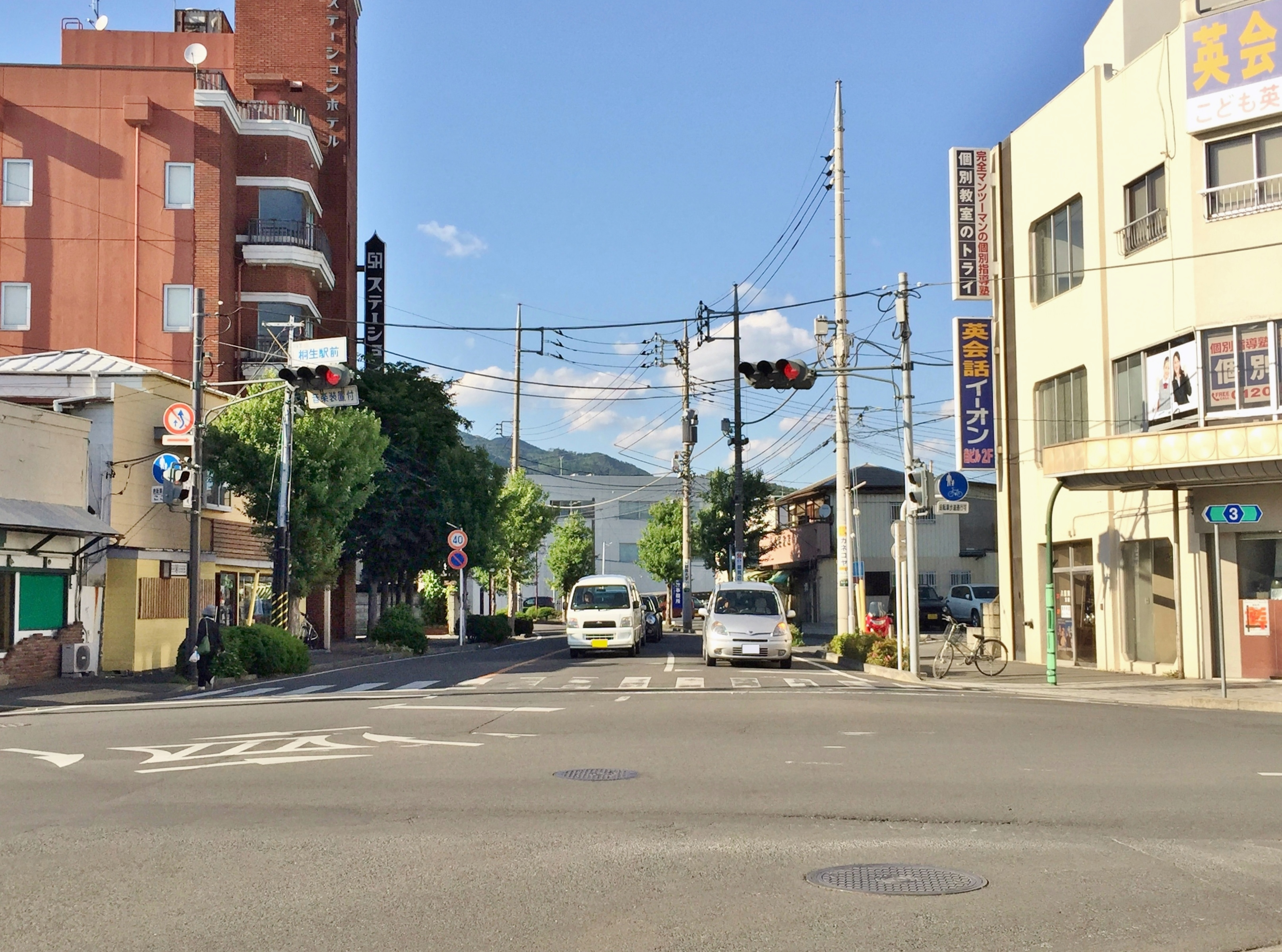
終点・桐生駅前交差点
（2015年5月）
交差点より奥（↑方向）が県道351号、手前（↓方向）が桐生駅北口ロータリー、←→方向が県道3号である。

群馬県道351号西桐生停車場線（ぐんまけんどう 351ごう にしきりゅうていしゃじょうせん）は、群馬県桐生市を通過する一般県道である。

## 概要

### 路線データ
- 総延長 : 0.1998 km
- 起点 : 群馬県桐生市宮前町2丁目（西桐生駅）[注釈 1]
- 終点 : 群馬県桐生市末広町/宮前町2丁目（群馬県道3号前橋大間々桐生線交点〈桐生駅前交差点〉）[注釈 2]

## 歴史
- 1959年（昭和34年）9月18日：群馬県より現・道路法に基づき、県道西桐生停車場線（西桐生停車場 - 二級国道前橋水戸線〈桐生市末広町〉、整理番号86）が路線認定される[2]。
  - 同時に、前身路線にあたる県道桐生西桐生停車場線（桐生市末広町 - 西桐生停車場、整理番号90）が路線廃止される[3]。

## 地理

### 通過する自治体
- 群馬県
  - 桐生市

### 沿線
- 西桐生駅（上毛電気鉄道上毛線）（宮前町2丁目）
- 桐生第一高等学校（小曾根町）
- 桐生市立西小学校（小曾根町）
- 桐生大学附属中学校（小曾根町）
- 桐生駅（JR両毛線・わたらせ渓谷鐵道わたらせ渓谷線）（末広町）